# Serhí Rebrov
Serhí Stanislàvovitx Rebrov (en ucraïnès: Сергій Станіславович Ребров, 6 de març 1974 a Hòrlivka, óblast de Donetsk) és un exfutbolista ucraïnès, posteriorment entrenador de futbol.
Rebrov es va fer famós internacionalment formant parella atacant amb Andrí Xevtxenko al FC Dinamo de Kíiv dels anys 90. A més ha defensat els colors de Xakhtar Donetsk, Tottenham Hotspur FC, Fenerbahçe SK, West Ham United FC i FK Rubin Kazan.
A data 2008 era el quart jugador que més partits havia disputat amb la selecció ucraïnesa, amb un total de 75 i el segon màxim golejador amb 15 gols. Disputà la Copa del Món d'Alemanya 2006, on marcà un gol.

## Palmarès
- Lliga ucraïnesa de futbol: 1992-93, 1993-94, 1994-95, 1995-96, 1996-97, 1997-98, 1998-99, 1999-00, 2006-07
- Copa ucraïnesa de futbol: 1993, 1996, 1998, 1999, 2000, 2006, 2007
- Supercopa ucraïnesa de futbol: 2006
- Lliga turca de futbol: 2003-04
- Futbolista ucraïnès de l'any: 1996, 1998
- Jugador de la temporada a la lliga ucraïnesa: 1997-98, 1999-00, 2005-06
- Màxim golejador de la lliga ucraïnesa: 1997-98